# 廣瀨電機
廣瀨電機株式会社（Hirose Electric Co., Ltd.）是位于日本东京的电气制造公司，在东京证券交易所主板上市。主要产品为电子连接器。1937年创办，1963年改为现名，1968年开始国际化经营，目前70%的销售收入来自国外。在中国设有广濑电机（东莞）有限公司、广濑电机（苏州）有限公司。